# Virtual company
Una immpresa virtuale (in lingua inglese virtual company) si riferisce ad una impresa organizzata e coordinata essenzialmente mediante computer e tecnologie multimediali. È chiamata "virtuale" perché ad esempio non ha un locale fisico in cui riceve i clienti, ma mette a loro disposizione canali di comunicazione telematici (e-mail, chat); i dipendenti non lavorano in ufficio ma lavorano da casa col telelavoro (o, nel caso di società di consulenza, il personale operativo è distaccato presso il committente) e le riunioni si svolgono in videoconferenza invece che incontrandosi personalmente.
La virtual company (azienda virtuale) è un'altra combinazione causa/effetto della diffusione, specie nel settore dei servizi, del lavoro agile.